# Вечерние огни
«Вечерние огни» — общее название четырёх сборников стихов русского поэта Афанасия Фета, публиковавшихся в 1883, 1885, 1889 и 1891 годах. Пятый сборник с тем же названием Фет готовил к печати, но умер прежде, чем смог осуществить этот замысел (в 1892 году), и о подробностях его плана ничего не известно.
«Вечерние огни» считаются главной книгой Фета. В подготовке первого выпуска участвовали критик Николай Страхов и поэт Владимир Соловьёв, которого Фет назвал в дарственной надписи «зодчим этой книги». Первый выпуск включает ряд разделов: «Элегии и думы», «Море», «Снега», «Весна», «Мелодии», «Разные стихотворения», «Послания», «Переводы»; в последующих выпусках такого деления нет.
«Вечерние огни» по-разному оценивались современниками. Их ожесточённо критиковали «утилитаристы», считавшие, что поэзия должна быть гражданственной. У ценителей лирики книга Фета вызывала восторг. «Каждый стих у него с крыльями, каждый сразу поднимает нас в область поэзии», — писал о первом выпуске Страхов. Андрея Белого «Вечерние огни», прочитанные в 1898 году, потрясли. По его мнению, эта книга существенно повлияла на Александра Блока, стала «мостом» между лирикой русского «золотого века» и символизмом.